# Pietro Gherardesca
Pietro Gherardesca ou Pietro Gherardeschi (né à Pise en Toscane, Italie, et mort après le 11 mars 1144), est un cardinal italien de l'Église catholique du XIIe siècle, nommé par le pape Pascal II.

## Biographie
Pietro Gherardesca est secrétaire et notaire apostolique et auditeur au palais apostolique.
Le pape Pascal II le crée cardinal lors du consistoire de 1112. Il participe à l'élection de l'antipape Anaclet II en 1130 et est légat apostolique auprès de Roger II de Sicile. Il est déposé par le pape Innocent II et rejoint l'obédience officielle après la mort de l'antipape et sur avis de Bernard de Clairvaux.
Le cardinal Pietro Gherardesca participe à l'élection de Gélase II en 1118, à l'élection du pape Honoré II en 1124, à l'élection de Célestin II en 1143 et de Lucius II en 1144.